# ألكسندر كالدويل
ألكسندر كالدويل (بالإنجليزية: Alexander Caldwell)‏ هو سياسي أمريكي، ولد في 1 مارس 1830 في مقاطعة هنتينغدون في الولايات المتحدة، وتوفي في 19 مايو 1917 في كانساس سيتي في الولايات المتحدة. حزبياً، نشط في الحزب الجمهوري. وقد انتخب عضو مجلس الشيوخ الأمريكي.